# Incidente de Xunhua
El Incidente de Xunhua (chino: 循化事件) fue un levantamiento del pueblo Tibetano y Salar contra el gobierno del Partido Comunista de China (PCCh) en Qinghai, China, en abril de 1958. El incidente tuvo lugar en el condado autónomo Xunhua Salar de la provincia de Qinghai, la ciudad natal del décimo Panchen Lama, en medio del Gran Salto Adelante.

## Historia

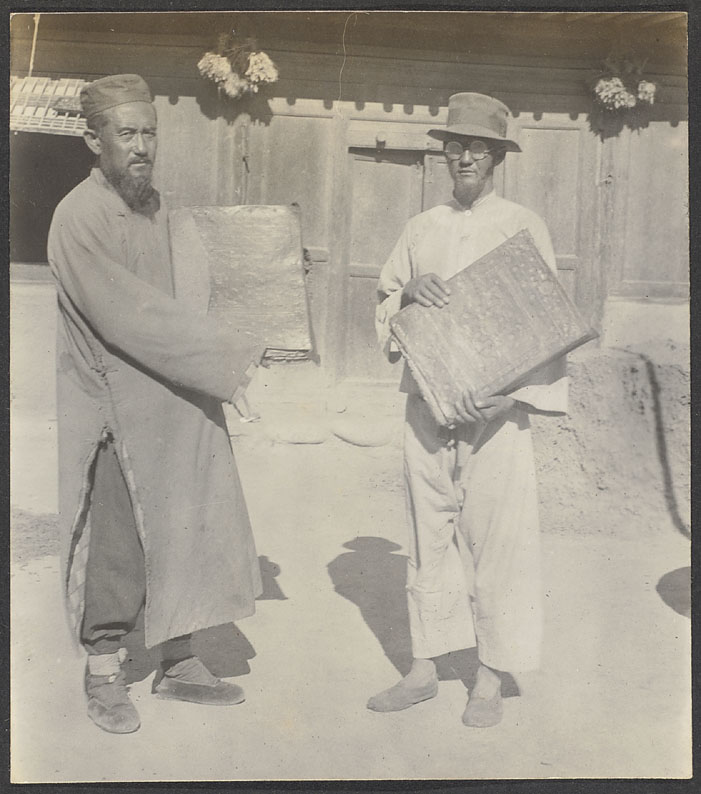
Musulmanes de Salars que sostienen CoránS.

Desde marzo de 1958, los funcionarios locales impusieron reglas estrictas para las transformaciones socialistas; Además, para evitar levantamientos, los líderes religiosos, incluida Jnana Pal Rimpoché (加乃化仁波切), un monje muy respetado, fueron enviados a la fuerza para reeducarlos. Posteriormente, más de 4.000 personas con diferentes orígenes étnicos se rebelaron y mataron a un líder de equipo del equipo de trabajo del PCCh, exigiendo la liberación de Jnana Pal Rimpoché y resistiéndose a la transformación socialista.

## Represión y masacre
En la mañana del 25 de abril, el Ejército Popular de Liberación (EPL) envió dos regimientos para reprimir el levantamiento. A su llegada, las tropas del EPL comenzaron a abrir fuego contra los civiles que exigieron la liberación de Jnana Pal Rimpoché. En cuatro horas, las tropas se dieron cuenta de que la mayoría de los civiles estaban desarmados, pero ya habían matado a 435 personas, con un total de 719 víctimas. En la tarde del 25 de abril, un total de 2.499 fueron arrestados, incluidos 1.581 salars, 537 tibetanos, 343 personas hui y 38 chinos han. Fuentes oficiales afirman que el número de muertos dentro de las tropas del EPL fue de 17, además de una pérdida estimada de propiedades por valor de 0,9 millones de RMB en ese momento.
Jnana Pal Rinpoche se suicidó en la "sesión de estudio" después de escuchar las noticias, y fue "identificado" por los funcionarios como el organizador del levantamiento. Más tarde, Mao Zedong expresó su apoyo a la represión en Qinghai y calificó la represión de "absolutamente correcta".